# Motorola 68881
Le Motorola 68881 est un coprocesseur mathématique destiné à travailler en complément à la famille de microprocesseurs m68k de Motorola.
Le Motorola 68882 est une version améliorée du 68881, mais tout à fait compatible pour le reste.

## Utilisation
Les 68881 et 68882 ont été utilisés comme coprocesseurs optionnels dans beaucoup de modèles d'Atari, d'Amiga, de Macintosh.

## Formats de nombre
Le Motorola 68881 connaît quatre formats de nombre :
| Bits  | Description     |
| ----- | --------------- |
| 95    | signe           |
| 94-80 | exposant        |
| 79-64 | toujours à zéro |
| 63-0  | mantisse        |

| Bits  | Description |
| ----- | ----------- |
| 63    | signe       |
| 62-52 | exposant    |
| 51-0  | mantisse    |

| Bits  | Description |
| ----- | ----------- |
| 31    | signe       |
| 30-23 | exposant    |
| 22-0  | mantisse    |

| Bits  | Description                                                       |
| ----- | ----------------------------------------------------------------- |
| 95    | signe de la mantisse                                              |
| 94    | signe de l'exposant                                               |
| 93-92 | 00, ou NAN ou infini si 11                                        |
| 91-80 | les trois chiffres décimaux les moins significatifs de l'exposant |
| 79-76 | le chiffre décimal le plus significatif de l'exposant mantisse    |
| 75-68 | pas tenu en compte                                                |
| 67-64 | le chiffre le plus significatif de la mantisse                    |
| 63-0  | mantisse                                                          |

## Registres de données et de contrôle
Ses 8 registres de données (de FP0 à FP7) ont une largeur de 10 octets (80 bits), bien que la taille d'un réel de précision étendue puisse s'étendre sur 12 octets.
Il possède en outre 3 registres de contrôle :
| Bits | Champ | Description                                                                                   |
| ---- | ----- | --------------------------------------------------------------------------------------------- |
| 3-0  | ?     | zéro                                                                                          |
| 5-4  | ROUND | méthode d'arrondissement 00 : au plus proche 01 : zéro 10 : moins l'infini 11 : plus l'infini |
| 7-6  | PREC  | précision de l'arrondissement 00 : étendu 01 : simple 10 : double 11 : réservé                |
| 8    | INEX1 | sortie décimale inexacte                                                                      |
| 9    | INEX2 | opération inexacte                                                                            |
| 10   | DZ    | division par zéro                                                                             |
| 11   | UNFL  | underflow                                                                                     |
| 12   | OVFL  | overflow                                                                                      |
| 13   | OPERR | erreur d'opérande                                                                             |
| 14   | SNAN  | signal Not-A-Number                                                                           |
| 15   | BSUN  | Branch/Set in UNorderd                                                                        |

| Bits  | Description                      |
| ----- | -------------------------------- |
| 7-0   | exception accrue                 |
| 2-0   | toujours à zéro                  |
| 3     | INEX!INEX2!OVFL                  |
| 4     | DZ                               |
| 5     | UNFL & INEX2                     |
| 6     | OVFL                             |
| 7     | BSUN!SNAN!OPERR                  |
| 15-8  | statut des exceptions            |
| 8     | INEX1 : sortie décimale inexacte |
| 9     | INEX2 : opération inexacte       |
| 10    | DZ : division par zéro           |
| 11    | UNFL : underflow                 |
| 12    | OVFL : overflow                  |
| 13    | OPERR : erreur d'opérande        |
| 14    | SNAN : signal Not-A-Number       |
| 15    | BSUN : Branch/Set in UNorderd    |
| 23    | signe d'un quotient              |
| 22-17 | quotient                         |
| 24    | NAN : Not A Number               |
| 25    | I : infini                       |
| 26    | Z : zéro                         |
| 27    | N : négatif                      |
| 31-28 | zéro                             |

FPIAR (Floating Point Instruction Address Register) est le registre d'adresse de l'instruction en cours.

## Puissance

### 68881
- 155000 transistors
- La version 16 MHz procure 160 KFLOPS
- La version 20 MHz procure 192 KFLOPS
- La version 25 MHz procure 240 KFLOPS

### 68882
- 176000 transistors
- La version 25 MHz procure 360 KFLOPS
- La version 33 MHz procure 475 KFLOPS
- La version 40 MHz procure 576 KFLOPS
- La version 50 MHz procure 720 KFLOPS